# Пара-мікок
Па́ра-міко́к — термін, який застосовується для опису знарядь, що мають певну схожість із центрально-європейським мікоком. Це може пояснюватися або конвергентним розвитком, або впливом з боку власне мікокської традиції.